# Karim Matmour
Karim Matmour - em árabe: رياض بودبوز - (Strasburg, França, 25 de junho  de 1985) é um futebolista da franco-argelino que joga na posição de meio-campo. Atualmente joga no 1. FC Kaiserslautern.

## Seleção Nacional
Recebeu sua primeira chamada para a seleção em 6 de fevereiro de 2007 contra a Líbia.Em dezembro de 2009 o treinador da Argélia  chamou para jogar a CAN 2010 disputada em Angola. Em 2010 foi convocado para Copa do Mundo 2010 depois de uma qualificação apertada.